# 가미이미촌
가미미촌(일본어: 上伊美村)은 일본 오이타현 히가시쿠니사키군에 설치되었던 촌이다. 현재의 구니사키시에 해당한다.